# 蒂蒂烏塔山
16°48′36″S 69°39′36″W / 16.81000°S 69.66000°W
蒂蒂烏塔山（Titi Uta），是秘魯的山峰，位於該國東南部普諾大區，由埃爾科廖省的聖羅薩區負責管轄，屬於安地斯山脈的一部分，海拔高度4,800米。